# Russula albonigra
Russula albonigra es una especie de hongo basidiomiceto de la familia Russulaceae.

## Taxonomía
Fue descrita por primera vez por el micólogo Julius Vincenz von Krombholz en el año 1838.

## Características
La forma del sombrero (píleo) es convexo a plano y hundido en el centro, blanquecino y pegajoso, puede medir hasta 15 cm de diámetro, su color es blanquecino con manchas de color negro, el estipe es cilíndrico y robusto, de color blanquecino con manchas negras.
Crece en los meses de otoño debajo de los castaños (Castanea sativa), de los alcornoque (Quercus suber) y de los robles melojo (Quercus pyrenaica).

## Comestibilidad
Mediocre, sin valor.